# ليفي راندولف
ليفي راندولف (بالإنجليزية: Levi Randolph)‏ مواليد 3 أكتوبر 1992 في ماديسن، هو لاعب كرة سلة أمريكي. بدأ مسيرته الاحترافية في سنة 2015. يحمل الرقم 20. يبلغ طوله 6 قدم 6 بوصة (2.0 م). لعب مع مين ريد كلوز في دوري الرابطة الوطنية لفئة التطوير وإس إس فليتشي سكاندون في ليغا باسكيت الدرجة الأولى.

## روابط خارجية
- ليفي راندولف على موقع سبورتس رفرنس (الإنجليزية)
- ليفي راندولف على موقع كرة السلة الأوروبية.كوم (الإنجليزية)
- ليفي راندولف على موقع DraftExpress.com (الإنجليزية)
- ليفي راندولف على موقع كلية كرة السلة في سبورتس رفرنس.كوم (الإنجليزية)
- ليفي راندولف على موقع ريلجم (الإنجليزية)
- ليفي راندولف على موقع بروبوليرز (الإنجليزية)
- ليفي راندولف على موقع سبورتس رفرنس (الإنجليزية)
- ليفي راندولف على موقع سبورتس رفرنس (الإنجليزية)